# Kleine Düssel
Die Kleine Düssel ist ein 4,8 km langer Bach und linker Nebenfluss der Düssel im Westen der nordrhein-westfälischen Großstadt Wuppertal und im Osten der Kleinstadt Haan.

## Geographie

### Quelle
Die Kleine Düssel entspringt auf 228 Meter ü. NN östlich des Gutes Bolthausen in Wuppertal und nordwestlich der Bundesautobahn 46 auf einer Streuobstwiese. Die Quelle selbst ist vollständig gefasst und weiträumig abgezäunt, da die Bewohner des nahe gelegenen ehemaligen Gutshofes in der Vergangenheit einen Teil ihres Wasserbedarfes aus der Quelle deckten. Die Quelle ist als Naturdenkmal eingestuft.

### Weiterer Verlauf

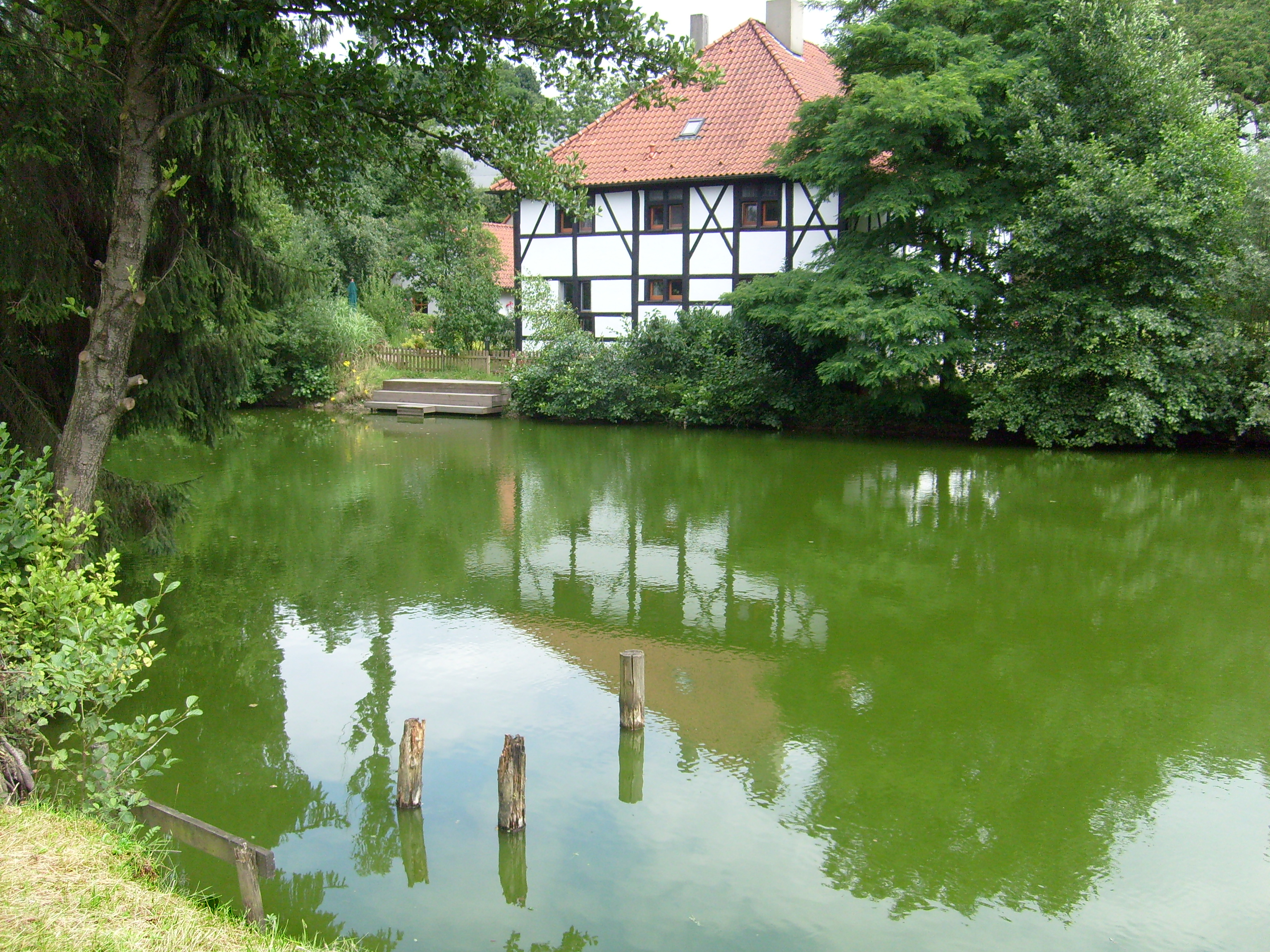
Der Teich bei Gut Bolthausen

Der Bach fließt in einem rund einen Meter breiten grabenartigen Profil in westlicher Richtung und speist einen 90 m langen aufgestauten Teich, der zum Bereich des Gutshofes gehört. Das Areal wird von ufernahen Gehölzen beschattet. Nach einer Wegverrohrung fließt die Kleine Düssel in einem rund 1,2 m breiten grabenartigen Profil an einer Pferdekoppel vorbei. Hier ist der Verlauf durch zwei Verrohrungen, die dem Viehübergang dienen, unterbrochen. An der Gemarkung Wibbeltrath wird der Bach erneut für rund 50 Meter unter einem Weg und einem Gartenbereich verrohrt weitergeführt. Im Anschluss wird der grabenartige Verlauf fortgeführt, bis er auf den Bahndamm der ehemaligen Bahnstrecke Solingen–Wuppertal-Vohwinkel „Korkenzieherbahn“ trifft und in die Gemeinde Haan übergeht. Rund 1100 Meter nach der Quelle trifft die Kleine Düssel auf einen weiteren Teich und unterquert verrohrt im Anschluss die Elberfelder Straße (Bundesstraße 228). Floss der Bach am Oberlauf in südwestlicher Richtung, wendet er sich nun mehr in nordwestliche Fließrichtung. Rund 2000 Meter nach der Quelle unterquert die Kleine Düssel bei dem Haaner Ortsteil Obgruiten die viergleisige Bahnstrecke Düsseldorf–Elberfeld und fließt nun ganz in nördlicher Richtung. Bei der Hofschaft Birschels wendet sich der Bach wieder in nordwestliche Richtung, nachdem er von rechts Zufluss durch den Obgruitener Bach erhalten hatte, und erhält rund 2800 nach der Quelle weiteren Zufluss durch den Krudtscheider Bach von rechts und rund 80 Meter weiter von links durch den Champagne-Graben und erreicht die Hofschaft Zur Mühlen.
Bei dem Gehöft Voisholz erhält die Kleine Düssel Zufluss von rechts durch den Mühlenfelder Bach und wenige Meter weiter durch den Heidersprung-Graben, der ebenfalls von rechts kommt.
Im Ortskern des Haaner Ortsteils Gruiten mündet die Kleine Düssel in die Düssel auf 123 Meter ü. NN.

### Zuflüsse
- Krudtscheider Bach (rechts), 4,1 km, 4,74 km², 48,85 l/s
- Champagne Graben (links)
- Mühlenfelder Bach (rechts), 0,9 km, 0,25 km², 3,88 l/s
- Heidersprung Graben (rechts)